# Italijanski vojni zločini
Italijanski vojni zločini so vojni zločini, ki so jih zagrešile italijanske oborožene sile.
Med njimi so najbolj znani:
- italijanski vojni zločini druge italijansko-abesinske vojne (1935–1936)
- italijanski vojni zločini druge svetovne vojne (1941–1943)
- Portal Vojaštvo